# Ruch (fizyka)
Ruch – zmiana położenia ciała odbywająca się w czasie względem określonego układu odniesienia, także: zmiana pól fizycznych – rozchodzenie się ich zaburzeń.
Parametry opisujące ruch:
- przemieszczenie (zmiana położenia) – różnica między położeniem końcowym a początkowym,
- tor – linia, po której porusza się ciało:
  - w ruchu prostoliniowym torem jest linia prosta,
  - w ruchu krzywoliniowym torem jest linia krzywa,
- droga – długość odcinka toru,
- czas – różnica między chwilą końcową a początkową ruchu,
- prędkość – przyrost drogi w jednostce czasu,
- przyspieszenie – przyrost prędkości w jednostce czasu.

Podstawowe prawa rządzące ruchem sformułował Izaak Newton i uznawano je za dokładne do końca XIX wieku. Obecnie ruch ciał fizycznych opisują trzy teorie:
- mechanika klasyczna – opisująca ruch obiektów niezbyt małych i poruszających się niezbyt szybko,
- teoria względności:
  - szczególna teoria względności – opisująca ruch ciał o prędkościach porównywalnych z prędkością światła w próżni, ale nieuwzględniająca grawitacji,
  - ogólna teoria względności – uwzględniająca grawitację,
- mechanika kwantowa – opisująca zachowanie się obiektów małych (atomy, cząstki subatomowe).

## Klasyfikacja ruchów
Ruchy klasyfikuje się określając tor ruchu oraz zmiany wartości prędkości.
Podział ze względu na tor ruchu:
- prostoliniowy (poruszanie się po linii prostej),
- krzywoliniowy (poruszanie się po linii krzywej),
  - po okręgu – rozpatrywany jako najprostszy przypadek ruchu krzywoliniowego,
  - po elipsie – ruch w polu sił centralnych,
  - po paraboli – ruch w polu jednorodnym,
  - inne (powyższe są najpopularniejsze).

Podział ze względu na wartości prędkości:
- jednostajny – prędkość nie zmienia się,
- zmienny – prędkość zmienia się,
  - jednostajnie zmienny – zmiany prędkości są jednakowe w jednakowych przedziałach czasu,
    - przyspieszony – prędkość zwiększa się,
    - opóźniony – prędkość maleje,

  - niejednostajnie zmienny – zmiany prędkości nie są jednakowe w jednakowych przedziałach czasu.